# Postcrossing
Postcrossing je mednarodni projekt, namenjen izmenjavi razglednic z uporabniki z vsega sveta. Ustanovitelj portala je Paulo Magalhães, ki je projekt začel julija 2005. Ideja je preprosta: če pošlješ razglednico, boš razglednico tudi prejel.

## Postcrossing predstavitev
Vsak uporabnik, ki pošlje eno ali več razglednic drugemu uporabniku iz druge države (naslov/naslove prejme naključno), prejme prav toliko razglednic, kot jih je poslal, od drugega uporabnika tega projekta.
V Sloveniji je bilo leta 2024 1.163 uporabnikov, ki so poslali 238.698 razglednic in prejeli 241.254 razglednic. Slovenija se po številu poslanih razglednic uvršča na 39. mesto.

## Kako projekt deluje
Najprej je potrebna prijava uporabnika na spletni strani www.postcrossing.com, kjer razen poljubnega imena navedete tudi svoj poštni naslov.
Po prijavi s klikom na »Send a postcard« (Pošljite razglednico) prejmete naslov (največ do pet naslovov), tudi na vaš registriran naslov elektronske pošte. Hkrati z naslovom prejemnika dobite tudi t.i. »Postcard ID«, to je identifikacijsko oznako poštne pošiljke (npr. SI-1403). V tej alfanumerični kodi (kombinaciji dveh črk in števk), začetni dve črki predstavljata oznako države pošiljatelja.
Ta identifikacijska oznaka »Postcard ID« mora biti zapisana na razglednici, ki jo pošiljate, da lahko prejemnik registrira prejem zadevne razglednice, se pa tudi vodi v sistemu (zaradi pomoči uporabniku).
Zatem morate počakati, da vaša poslana razglednica prispe na naslov prejemnika in da le-ta prejem registrira (povprečno potovanje ene razglednice traja okoli 20 dni), vendar je to odvisno tako od lokacije pošiljatelja in prejemnika, kot tudi od storitev nacionalnih poštnih operaterjev.
Ko bo razglednica prispela in bo naslovnik prejem registriral, bo drug uporabnik dobil vaš naslov in vam poslal razglednico, skupaj z njeno identifikacijsko oznako »Postcard ID«.
Ko prejmete razglednico na vaš naslov, morate samo odpreti »Register a postcard«, kamor vnesete identifikacijsko oznako s prejete razglednice. Pošiljatelju lahko pošljete tudi poljubno sporočilo.

## Druge informacije in storitve portala
Registriranemu uporabniku so na voljo informacije o lastnih poslanih in prejetih razglednicah, tudi statistični podatki o državah, kamor je uporabnik poslal in iz katerih je prejel razglednice. Prav tako mu je dostopna preglednica oz. tabela, ki prikazuje poslane in prejete razglednice po mesečni časovnici.  
Uporabniku je na razpolago blog, preko katerega je lahko seznanjen z vsemi novostmi v zvezi s Postcrossingom, pa tudi forum, s katerim lahko komunicira tako s slovenskimi, kot tudi tujimi uporabniki storitve.

## Negativni vidiki Postcrossinga
Postcrossing je način za povezovanje ljudi po vsem svetu, vendar ima tudi nekaj negativnih vidikov:
- Za dostop do sistema je potrebna uporaba računalnika s povezavo do interneta, tudi potrebna komunikacija zahteva določeno znanje angleškega jezika. Komunikacija med pošiljateljem in prejemnikom razglednic lahko poteka dogovorno tudi v drugih svetovnih jezikih;
- Sistem ni prilagojen otrokom, zaradi možnosti zlorab pri komunikaciji in navezavi stikov se priporoča nadzor staršev ali skrbnikov;

- Stroški: Pošiljanje razglednic v tujino lahko postane drago, še posebej, če se pošilja veliko razglednic naenkrat. Upoštevati je potrebno tudi stroške poštnine, ki niso zanemarljivi;
- Čas dostave: Razglednice lahko potujejo dolgo časa, odvisno od izvajalcev poštnih storitev v različnih državah. To lahko povzroči frustracije, če razglednica ne prispe v doglednem času;
- Izgubljene razglednice: Kljub sistemu sledenja obstaja možnost, da se razglednice izgubijo med pošiljanjem, kar pomeni, da prejemnik nikoli ne prejme poslane razglednice;
- Okoljski vpliv: Pošiljanje fizičnih razglednic ima zagotovo svoj okoljski odtis, vključno z uporabo papirja in emisijami zaradi transporta.[4]

## Postcrossing filatelija

### Poštne znamke in razglednice
Pošta Slovenije aktivno podpira Postcrossing in je v preteklosti izdala (eno) posebno poštno znamko, namenjeno temu projektu. Tovrstne znamke so priljubljene med zbiratelji in uporabniki Postcrossinga, saj dodajo poseben pečat razglednicam, ki jih pošiljajo po svetu. V tujini postcrosserji izdajajo svoje razglednice z logotipom Postcrossinga.

### Maksimum karte
Maksimum karte so vrsta filatelističnega gradiva, v katerih so enotni motiv razglednice, poštna znamka in poštni žig prvega dne izdaje. Nekatere maksimum karte in tudi razglednice pripravljajo posamezne postcrossing skupnosti in zainteresirani posamezniki.

## Svetovni dan razglednic
Svetovni dan razglednic se praznuje vsako leto 1. oktobra. Dan spodbuja ljudi, da pošiljajo razglednice prijateljem, družinskim članom in celo neznancem, s čimer širijo srečo in povezujejo ljudi po vsem svetu.
Svetovni dan razglednic je bil uveden leta 2019, ko je Postcrossing organiziral svetovno praznovanje ob 150-ti obletnici razglednice. Naslednje leto, 2020, je Postcrossing skupaj s podjetjem Finepaper uradno začel praznovanje Svetovnega dneva razglednic. Postcrosserji so organizirali razstavo na sedežu Svetovne poštne zveze (UPU) v Bernu, na kateri so predstavili razglednice iz različnih delov sveta in poudarili pomen razglednic.

### Slovenski postcrosserji
Slovenska postcrossing skupnost organizira občasna srečanja ter ima svojo skupino na Facebooku: Postcrossing Slovenija